# Christian Wirth (SS)
Pour les articles homonymes, voir Christian Wirth.
Christian Wirth, né le 24 novembre 1885 et mort le 26 mai 1944, est un officier nazi de la SS (ayant atteint le grade de Sturmbannführer), ayant eu d'importantes responsabilités dans l'euthanasie des malades mentaux et handicapés, puis en tant que commandant du centre d'extermination de Belzec et par la suite comme inspecteur général des camps d'extermination de l'opération Reinhard. Il est mort dans des circonstances peu claires dans le Nord de l'Istrie, lors d'opérations contre les résistances italienne et yougoslave.

## Biographie
Sous-officier dans le 123e régiment de grenadiers (de) pendant la Première Guerre mondiale, il combat sur le front de l'Ouest. Il s'inscrit en 1931 au parti nazi et entre, à l'arrivée au pouvoir de Hitler, dans la police d'ordre du Wurtemberg.
Puis, il dirige d'une main de fer la police criminelle (Kripo) de Stuttgart, où il obtient les aveux de suspects par l'usage de la violence.
À partir d'octobre 1939, il collabore avec Viktor Brack et Werner Blankenburg pour la mise en œuvre du programme d’euthanasie des incurables, l'opération T4. Il officie, courant 1940, à l'institut d'euthanasie situé dans le château de Grafeneck (de), à celui de Brandebourg-sur-la-Havel et à celui situé dans le château d'Hartheim. Son efficacité et son expérience lui valent d'être nommé inspecteur général de tous les instituts d'euthanasie. Il met au point au cours de cette période, une méthode de gazage par CO. Il prend l'initiative de camoufler la chambre à gaz en salle de douches.
Fin décembre 1941 Viktor Brack l’envoie à Lublin dans le Gouvernement général de Pologne pour se placer sous les ordres du SS-Brigadeführer Odilo Globocnik qui le nomme commandant (Lagerkommandant) du camp d'extermination de Bełżec. Selon Kogon, il décide de ne pas utiliser le Zyklon B comme moyen de mise à mort, jugé d'approvisionnement aléatoire, pour retenir un procédé autonome utilisant l'oxyde de carbone produit par un moteur de char d’assaut russe.

Selon le SS-Unterscharführer Franz Suchomel, interviewé par Claude Lanzmann, « Belzec était le laboratoire. C'est Wirth qui commandait le camp. Et Wirth là-bas a fait tous les essais imaginables. Au début, il s'y est mal pris. Les fosses débordaient, le cloaque dégoulinait devant le réfectoire des SS. Ça puait… devant le réfectoire […] Wirth avec ses hommes à lui, avec Franz, avec Oberhauser et Hackenhold, a tout essayé là-bas. »
Début août 1942, Odilo Globocnik le nomme inspecteur général des camps d'extermination de l'opération Reinhard (Belzec, Sobibor, Treblinka) où vont périr jusqu'à environ 1 400 000 Juifs de 1942 à 1943.
En 1943, l'opération Reinhard étant terminée, les camps sont démantelés jusqu'à ce qu'aucune trace ne subsiste.
Fin 1943, suivant en cela leur chef de Lublin, le SS-Gruppenführer Odilo Globocnik, Christian Wirth et ses hommes sont envoyés en Istrie, au nord-est de l'Italie, dans une zone chevauchant la frontière avec la Yougoslavie : ils sont incorporés dans une unité combattante contre les partisans, baptisée Sonderabteilung Einsatz R (de) en français : « section spéciale d’action R » ; Wirth y est commandant de la zone de Trieste. Peu de temps après son arrivée, alors qu'il se rend à Fiume dans le cadre d’un déplacement officiel, il est abattu dans le Nord de l'Istrie (près de Hrpelje-Kozina aujourd'hui en Slovénie) d'une balle dans le dos dans des conditions non éclaircies : il circulait dans une voiture sans toit et la balle a très bien pu avoir été tirée par des partisans comme par ses hommes.
Après avoir été enterré avec les honneurs dans le cimetière militaire allemand d’Opicina près de Trieste, il a été déplacé en 1959 dans le cimetière militaire allemand de Costermano, près du lac de Garde, dans les Alpes italiennes.